# Съдова енергетична установка
Съдова енергетична установка – комплекс от машини, механизми, теплообменни апарати, източници на енергия, устройства и тръбопроводи и други системи предназначени за осигуряване на движението на съда, а също и снабдяване с енергия на различните му механизми.
В състава на енергетичната установка влизат:
- ГЕУ – главна енергетична установка (привеждаща съда в движение) – подразделя се на:

- Главен двигател;
- Корабен движител;
- Валопровод.

- Спомагателни механизми – служат за осигуряване на съда с електроенергия, пара (за битови нужди или почистване на танковете), прясна вода и др.

В зависимост от принципите на работа и типовете главни двигатели и източници на енергия съдовите енергетични установки се подразделят на:
- паросилови;
- дизелни;
- паротурбинни;
- дизелтурбинни;
- газотурбинни;
- атомни;
- комбинирани (напр. дизел-газотурбинна съдова енергетична установка).

В съда енергетичната установка се помества в специални помещения:
- Машинни отделения;
- Котелни отделения;
- Отделения за спомагателните механизми – в т.ч.: дизелгенераторно, хладилно, акумулаторно и др.

Според способа на предаване (трансмисията) на мощността към движителя се делят на:
- СЕУ с пряко предаване;
- СЕУ с механично предаване;
- СЕУ с хидравлично предаване;
- СЕУ с електрическо предаване;
- СЕУ с комбинирано предаване.